# Artemis Fowl (postava)
Artemis Fowl je postava ze stejnojmenné série irského spisovatele Eoina Colfera. Jeho matka se jmenuje Angelina Fowlová, jeho otec Artemis Fowl starší. V prvním díle série je mu dvanáct let. Je to největší génius od dob Wolfganga Amadea Mozarta. Své vlohy vkládá do ilegálních podniků, a od dob, kdy jeho otec zmizel u břehů Ruska, je hlavou zločineckého impéria Fowlů.

## Životopis
V prvním díle série, jež se jmenuje Artemis Fowl, je Artemisovi dvanáct let. Protože chce nabýt ještě většího bohatství, než má nyní, rozhodne se unést skřítka. Je totiž téměř najisto přesvědčen, že skřítkové existují a proto se se svým přítelem a bodyguardem Butlerem vydává do Ho Či Minova Města, v němž podle Butlerova informátora Nguyena žije víla. Artemis se s ní setká a výměnou za vrácení jejích kouzelných schopností si od ní vypůjčí Knihu, což je něco jako skřítkovská Bible. Díky ní unese elfku Myrtu Krátkou, která je členkou LEPReko, skřítkovské policie. Nakonec ji vymění za tunu zlata, z nějž však polovinu vrátí výměnou za vyléčení jeho matky ze šílenství, jemuž propadla po ztrátě jeho otce.
V druhém díle se mu povede zachránit svého otce ze spárů ruské mafie. Také zachrání hlavní město skřítků Jistotu od zlé šotky Opal Koboi.
Ve třetím díle sestrojí z ukořistěných skřítčích přileb minipočítač, jež mu však Američan Jon Spiro ukradne. Během krádeže je zabit Butler. Artemis ho znovu vzkřísí za pomoci kapitánky Krátké. Pak svůj vynález Jonu Spirovi ukradne zpět pro sebe. Na konci tohoto dobrodružství je jemu i Butlerovi vymazána paměť z důvodu zachování bezpečí skřítkovského Národa. Artemis si však u permoníka Slámy Hraboše uschová minidisk s informacemi o Národu.
V dalším díle se vrací Opal Koboi, aby se všem pomstila. Nejprve zabije velitele Reko Julia Břízného, pak se pokusí zabít Myrtu, Artemise i Butlera najednou. Myrta Artemise s Butlerem zachrání a Artemise vezme s sebou do provizorní skrýše, kde je však Opal najde a zajme. Mezitím je Myrta obviněna z vraždy velitele Břízného a prohlášena za mrtvou. Butlera mezitím najde Sláma Hraboš a „vrátí“ mu vzpomínky na Národ.Spolu pak Artemise a Myrtu zachrání, zrovna když se je chystá zabít obrovská hromada trollů. Artemisovy vzpomínky jsou navráceny, Myrta očištěna, Koboi dopadena a vypadá to na šťastný konec.
Jenže přichází další díl, tentokrát s hrozbou démonů. Jakási Artemisovi do té doby neznámá dívka zajme raracha, jakési vývojové stadium démona, a Artemis ho chce také. Proto ho unese, zachrání ostrov démonů a zpozdí se v čase asi o dva roky. Zjistí, že za tu dobu se mu narodili sourozenci, dvojčata Beckett a Myles.
V zatím předposledním díle Artemisova matka náhle zdánlivě onemocní magicidou, jakousi skřítkovskou nemocí, na níž existuje jediný lék, výtažek z mozkomíšního moku vzácného hedvábného lemura sifaka. Háček je v tom, že posledního tohoto lemura vlastnila Artemisova matka, a protože za něj utratila finance určené na nalezení jeho otce, Artemis ho ze vzteku prodal Extinkcionistům, sektě nesnášející zvířata. To se událo před více než čtyřmi roky, a tak se Artemis s Myrtou za pomoci démonského mága jménem Číslo jedna vracejí do minulosti lemura zachránit. Když se jim to po mnoha útrapách s Artemisem z minulosti i Extinkcionisty povede, zjistí, že Artemisova matka vůbec neměla magicidu, ale ovládla ji Opla Koboi z minulosti. Tím pádem dojde k časovému paradoxu, i když ten je zčásti zaviněn Artemisovou interakcí se sebou samým z minulosti. Nakonec za pomoci tohoto mladšího Artemise je i Opal minulosti zatčena, Artemisovi minulosti vymazána paměť a jeho matka zachráněna.
V posledním díle ale uprchne bratr Julia Břízného Turnball, jež byl uvězněn pro mnoho svých zločinů a chystá se zničit Myrtu, Jistotu a unést Č.1, aby mohl svou lidskou manželku učinit znovu mladou. Artemis se mezitím nakazí tzv. Atlantským komplexem, což je OCD (obsedantně kompulzivní porucha) smíchaná s paranoiou, halucinacemi a ve vážném případě (což je tento případ) i disociativní poruchou osobnosti. Artemis je odsunut do pozadí své mysli a vládu nad jeho tělem přebírá Orion, druhá stránka Artemisovy osobnosti. Je romantický, naivní, ale zato poslouchá rady ostatních. Avšak bez Artemise není naděje porazit Turnballa, jež ovládl amorfoboty, rosolovité roboty původně určené LEPRekem k průzkumu jiných planet. Nakonec ho však vlastní manželka přesvědčí, že to, co se chystá udělat, není správné a v tomto případě to, co se chystá udělat, je zničit atlantskou nemocnici a uprchnout v obřím amorfobotovi. Protože je však tento amorfobot zničen a Turnball přesvědčen, odletí nakonec v transportéru s bombou a zahyne i se svou manželkou. Pak se Artemis zapřisáhne, že už nebude provozovat žádná dobrodružství a je také vyléčen z Atlantského komplexu.